# Nasenfrösche

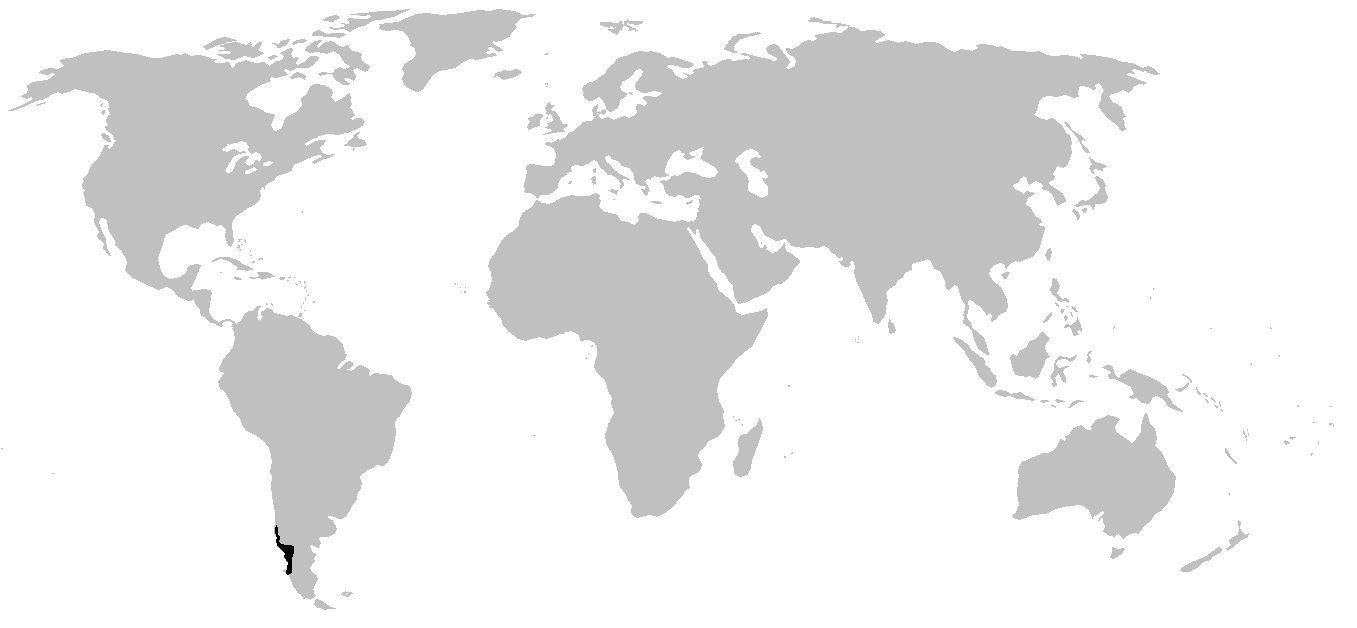
Verbreitung der Nasenfrösche

Die Nasenfrösche (Rhinoderma) sind eine Gattung aus der Ordnung der Froschlurche (Anura), die im südlichen Südamerika (Chile und Argentinien) vorkommt. Sie werden in die Familie Rhinodermatidae gestellt. 

## Merkmale
Es handelt sich um sehr kleine, nur rund drei Zentimeter lange Frösche. Auffallend ist ihre spitze Schnauze, der die Tiere auch ihren Namen verdanken. Dadurch erinnert die Kopfform des Frosches von oben an ein Laubblatt, wodurch er gut getarnt und vor Fressfeinden geschützt ist.
Die Pupillen sind horizontal. Die Zunge ist annähernd dreieckig, ganzrandig oder hinten schwach ausgerandet und hinten frei abhebbar. Gaumenzähne fehlen. Das Trommelfell ist nicht oder nur schwach sichtbar. Die Finger und Zehen enden spitz und besitzen einfache, knöcherne Endphalangen. Die Finger sind durch schwache, die Zehen durch deutliche Schwimmhäute verbunden. Diese greifen nicht zwischen die Metatarsen der 4. und 5. Zehe ein. Praecoracoide und Coracoide verlaufen parallel zueinander. Omosternum und Sternum sind knorpelig. Die Querfortsätze des Sakralwirbels sind mäßig stark verbreitert.

## Verbreitung
Das Verbreitungsgebiet von Rhinoderma rufum liegt in Chile zwischen den Städten Curicó und Arauco. Rhinoderma darwinii kommt in Chile zwischen den Provinzen Concepción und Palena vor, in Argentinien von der Provinz Neuquén bis zur Provinz Río Negro.

## Lebensweise

### Vorkommen
Die Nasenfrösche leben in der Laubstreu von Misch- und Nothofagus-Wäldern der gemäßigten Zone bis in Höhen von 1100 Metern. Die Populationen sind sehr empfindlich gegenüber Veränderungen in ihrem Habitat.

### Fortpflanzung
Nasenfrösche zeichnen sich durch ein besonderes Brutpflegeverhalten aus. 
Die Weibchen legen ihre Eier in die Laubstreu, wo sie von den Männchen befruchtet werden. Sobald sich die ersten Larven in den Eiern bewegen, nehmen die Männchen die befruchteten Eier in ihren Kehlsack, wo die Kaulquappen schlüpfen. Bei Rhinoderma rufum entlässt sie der Vater nach rund 14 Tagen ins Wasser, wo sie sich weiterentwickeln. Im Fall des Darwin-Nasenfrosches (Rhinoderma darwinii) erfolgt während der Larvenentwicklung eine Ernährung des Nachwuchses durch ein zähflüssiges Sekret, das im Kehlsack des Männchens gebildet wird. Die Larven verbleiben bis zu ihrer Umwandlung in kleine Frösche im Maul des Männchens.

## Arten
Die Gattung umfasst zwei Arten:
- Rhinoderma darwinii Duméril & Bibron, 1841
- Rhinoderma rufum (Philippi, 1902)

## Gefährdung
Die Art Rhinoderma rufum ist seit etwa 1978 nicht mehr sicher nachgewiesen worden und möglicherweise ausgestorben. Sie wird von der IUCN als „vom Aussterben bedroht“ (critically endangered) klassifiziert. Die Ursachen für das Verschwinden der Art sind unbekannt. Eine Infektion mit dem Chytridpilz (Batrachochytrium dendrobatidis), der für den Rückgang vieler Amphibien-Populationen verantwortlich gemacht wird, ist unwahrscheinlich. Die Bestände waren schon vor der Einschleppung des Pilzes ins südliche Südamerika stark dezimiert. Bei den in den 1970er Jahren für Museen präparierten Exemplaren konnte keine Chytridpilzinfektion der Haut festgestellt werden.
Die Art Rhinoderma darwinii wird von der IUCN als „gefährdet“ (vulnerable) bezeichnet.